# Matilde Huici
Matilde Huici Navaz (Pamplona, 3 de agosto de 1890 – Santiago de Chile, 13 de abril de 1965) fue una maestra, abogada, pedagoga y sufragista española. Además de colaborar con María de Maeztu en la organización de la Residencia de Señoritas y el Lyceum Club Femenino, fue cofundadora de la Asociación Española de Mujeres Universitarias (con Victoria Kent y Clara Campoamor en 1928) y delegada de España en la Comisión Consultiva de Cuestiones Sociales y Humanitarias de la Sociedad de Naciones.
Exiliada en Chile desde 1940, donde tras montar en 1944 la Escuela Educadora de Párvulos de la Universidad de Chile y desarrollar una intensa actividad pedagógica, falleció a los 74 años de edad.

## Biografía
Matilde fue la tercera de los cuatro hijos de Ascensión y Juan, en un hogar liberal, de ideología republicana y económicamente próspero. Con 17 años consigue en Bilbao su título de Maestra de Primera Enseñanza Superior, ocupando plaza de maestra en el Grupo escolar del barrio de Ategorrieta de San Sebastián en 1909, del que sería nombrada directora dos años después. En 1916 se trasladó a Madrid para ingresar en la Residencia de Señoritas, donde, entre otras materias, conseguiría el dominio de las lenguas inglesa y francesa, además de la útil técnica de la taquigrafía. Tres años más tarde obtuvo titulación en la Escuela de Estudios Superiores de Magisterio y comenzó a estudiar Derecho. En 1922 fue inspectora de Primera Enseñanza en Santa Cruz de Tenerife y al año siguiente entró en la órbita de los pensionados por la Junta para Ampliación de Estudios (JAE) como becaria en el College de Middlebury (Vermont), donde imparte clases de español desde septiembre de 1923. Su situación de excedencia en su puesto de inspectora, le permitió finalizar su licenciatura en Derecho en 1926 e incorporarse al Colegio de Abogados de Madrid (ICAM); fue la tercera mujer colegiada en el ICAM tras Victoria Kent y Clara Campoamor. Sus estancias en Chicago y Nueva York le permiten conocer y estudiar el funcionamiento del Tribunal de Menores de estas ciudades. A su regreso a España, en 1925, ingresa en la Real Academia de Jurisprudencia.
Sin dejar de ejercer su profesión y continuar dando clases en la Residencia de Señoritas, participa en el Tribunal de Menores de Madrid (1927) y en el debate público y político para la reforma de la Justicia en lo referente a la situación de la mujer. En el campo fundacional promueve la creación de la Juventud Universitaria Femenina (JUF), luego conocida como Asociación Española de Mujeres Universitarias (AEMU), integrada en la organización sin fronteras de nombre International Federation University of Women. En ese mismo año de 1928 estuvo entre los promotores de la fallida Agrupación Liberal Socialista y en 1931 ingresó con su marido en el PSOE.
Tras la proclamación de la República Matilde Huici ingresó en la Subcomisión de derecho penal de la Comisión Jurídica Asesora del Ministerio de Justicia; también le fue encomendada —dentro de las actividades del Consejo Superior de la Protección de la Infancia— la inspección de los Tribunales Tutelares de Menores del país, Formó parte de la Subcomisión penal de la Comisión Jurídica Asesora y participó en la redacción del Código Penal de 1932, e impulsó la creación del Centro de Estudios Penales. En 1933 visitó la URSS para estudiar las políticas que sobre la infancia allí se aplicaban. En 1935 fue nombrada delegada de España en la Comisión de Protección a la Infancia y a la Juventud, con sede en Ginebra. 
Como periodista, colaboró entre 1935 y 1938 en publicaciones como el semanario Democracia, dirigido por Andrés Saborit, en El Socialista y en la revista Mujeres del Comité de Mujeres contra la Guerra y el Fascismo. Además escribió un artículo en el periódico El Sol en el número del 3 de octubre de 1931 ofreciendo sus argumentos a favor de la aprobación del voto femenino bajo el título "La reacción, el cura y la mujer". 
Con el triunfo del Frente Popular, Matilde Huici propuso "la sustitución de los religiosos por maestros, mediante la creación de un Instituto de Investigación Psicológica del Menor para la formación de educadores especializados". Uno de sus principales objetivos era secularizar la educación y proteger a la infancia «al margen de la estructura religiosa dominante» Miembro de la Asociación de Mujeres Antifascistas, formó parte de su Comité Nacional. En el trascurso de la guerra civil siguió al gobierno republicano, primero a Valencia (el 11 de marzo de 1937) y luego a Barcelona. Pasó a Francia en los primeros meses de 1939 y colaboró en el Comité de Ayuda a los Refugiados desde París y Ginebra. 
Llegó a Chile el 14 de mayo de 1940 a bordo del trasatlántico Orduña. Tuvo que trabajar como traductora porque no le fue reconocida su titulación de Derecho. Diseñó y organizó la Escuela Educadora de Párvulos de la Universidad de Chile, de la que fue directora desde su creación en 1944 hasta 1962. Durante ese periodo de actividad docente, fue nombrada directora del Directorio Cultural Chileno-Español en 1947. Falleció en 1965.

## Homenajes
En marzo de 1933 se le dio su nombre al Preventorio Femenino de Vigo, el primero que funcionó en España.
Ya a finales del siglo XX se inauguró en Peñalolén (Región Metropolitana de Santiago de Chile) la Escuela Matilde Huici, en su honor.